# Сагило
Сагило (дав.-гр. Σάγυλος, лат. Sagylo, rege Scythiae) — легендарний скитський правитель, який підтримував союзників скитів амазонок. Розповідь про нього міститься у Юстина, що спирався на історичні праці Помпея Трога. 

## Історія
Королева амазонок Оритія під час війни Геракла та Тесея проти амазонок звернулася до скитського царя Сагила за допомогою. Сагило (як показує Юстин, прагнучи прославити свій народ) посилає на допомогу свого сина Панасагора з величезним кінним військом. Амазонки та скити пішли в Аттику, але посварилися, через що скити не взяли участі у битві, проте заховали амазонок у своєму таборі, забезпечивши їх благополучне повернення.
Індолог Олександр Каннінгем порівнював ім'я Сагила з топонімом Сигал (Σιγἀλ), містом у Сакастані відомому завдяки «Парфянським стоянкам» Ісидора Харакського.